# Phlebotomus sejunctus
Phlebotomus sejunctus är en tvåvingeart som beskrevs av Quate 1965. Phlebotomus sejunctus ingår i släktet Phlebotomus och familjen fjärilsmyggor.
Artens utbredningsområde är Filippinerna. Inga underarter finns listade i Catalogue of Life.